# Leptospermum emarginatum
Leptospermum emarginatum är en myrtenväxtart som beskrevs av Heinrich Ludolph Wendland och Heinrich Friedrich Link. Leptospermum emarginatum ingår i släktet Leptospermum och familjen myrtenväxter. Inga underarter finns listade i Catalogue of Life.